# Campeonato Asiático de Atletismo de 2015 - 10000 m masculino
A prova dos 10000 metros masculino do Campeonato Asiático de Atletismo de 2015 foi disputada no dia 6 de junho de 2015 no Wuhan Stadium em Wuhan, na China. 

## Recordes
Antes desta competição, os recordes mundiais e do campeonato nesta prova eram os seguintes:
|                       | Nome                  | Nacionalidade | Tempo      | Local     | Data                   |
| --------------------- | --------------------- | ------------- | ---------- | --------- | ---------------------- |
| Recorde mundial       | Kenenisa Bekele       | Etiópia       | 26m 17s 53 | Bruxelas  | 26 de agosto de 2005   |
| Recorde do campeonato | Ali Hasan Mahboob     | Bahrein       | 28m 23s 70 | Guangzhou | 14 de novembro de 2009 |
| Recorde asiático      | Abdullah Ahmad Hassan | Catar         | 26m 38s 76 | Bruxelas  | 5 de setembro de 2003  |

## Medalhistas
| Ouro                       | Prata                     | Bronze              |
| El Hassan El-Abbassi (BHR) | Lakshmanan Govindan (IND) | Andrey Petrov (UZB) |

## Cronograma
Todos os horários são locais (UTC+8)
| Data       | Hora  | Evento |
| ---------- | ----- | ------ |
| 6 de junho | 17:05 | Final  |

## Final
A final da prova ocorreu dia 6 de julho às 17:05. 
| Posição           | Atleta               | Nacionalidade | Tempo    | Notas |
| ----------------- | -------------------- | ------------- | -------- | ----- |
| Medalha de ouro   | El Hassan El-Abbassi | Bahrein       | 28:50.71 |       |
| Medalha de prata  | Lakshmanan Govindan  | Índia         | 29:42.81 |       |
| Medalha de bronze | Andrey Petrov        | Uzbequistão   | 30:20.68 |       |
| 4                 | Qi Zhenfei           | China         | 31:07.17 |       |
| 5                 | Ilia Tiapkin         | Quirguistão   | 31:14.67 |       |
| 6                 | Lal Bahadur Thapa    | Nepal         | 31:29.00 |       |
| 7                 | Shin Hyun-su         | Coreia do Sul | 31:46.64 |       |
| 8                 | Kim Hak-su           | Coreia do Sul | 33:01.29 |       |
| 9                 | Alemu Gebre          | Bahrein       | DNS      |       |
| 9                 | Abdullah Al-Qwbani   | Iêmen         | DNS      |       |

Legenda
| Recorde mundial       | Recorde mundial (World record)               |                       | Recorde africano                      | Recorde africano (African) |                                           | Q | Classificado por posição (Qualified) |
| Recorde do campeonato | Recorde do campeonato (Championship record)  | Recorde da América    | Recorde da América (Americas)         | q                          | Classificado por melhor tempo (Qualified) |   |                                      |
| Melhor marca do ano   | Melhor marca do ano (World leading)          | Recorde asiático      | Recorde asiático (Asian)              | DNS                        | Não largou (Did not start)                |   |                                      |
| Recorde nacional      | Recorde nacional (National record)           | Recorde europeu       | Recorde europeu (European)            | DNF                        | Não terminou (Did not finish)             |   |                                      |
| Recorde pessoal       | Recorde pessoal do atleta (Personal best)    | Recorde da Oceania    | Recorde da Oceania (Oceania)          | DSQ / DQ                   | Desclassificado (Disqualified)            |   |                                      |
| Recorde da temporada  | Recorde da temporada do atleta (Season best) | Recorde sul-americano | Recorde sul-americano (South America) | NM                         | Sem marca (No mark)                       |   |                                      |